# Премијер лига Азербејџана у фудбалу
Премијер лига Азербејџана (азер. Azərbaycan Premyer Liqası) је најјаче фудбалско такмичење у Азербејџану, тренутно по званичном спонзору названа Топаз Премијер Лига (Topaz Premyer Liqası). Лига је настала након распада СССР-а 1992. године, а затим преорганизована 2007.године. Сама лига је организује Фудбалски савез Азербејџана. У лиги се такмичи 8 клубова, од којих првопласирани тим иде у прво коло квалификација за Лигу шампиона, а последњепласирани тим испада у Прву дивизију Азербејџана. У досадашњој историји 8 клубова се окитило титулом шампиона, од којих је најуспешнији Нефтчи из Бакуа са 8 титула.

## Историјат
Прву деценију постојања такмичења је обележила доминација 4 тима, ФК Нефтчи Баку, ФК Капаз, ФК Туран и ФК Схамкир, али и нестабилност. Прво се због финансијских проблема чак 4 тима је банкротирало, укључујући и ФК Схамкир који је био велике четворке. У сезони 1997/1998. ФК Капаз је направио најбољи низ без пораза, освојивши лигу са 22 победе, 4 нерешена меча и без пораза, и тај низ је и данас ненадмашен у лиги. Прву деценију је обележио и сукоб између већине клубова са Фудбалским савезом Азербејџана. Домаће првенство је напуштено као резултат сукоба, а врхунски клубови спречили су своје играче да играју за репрезентацију, док су порески званичници такође испитивали оптужбе за превару у федерацији Азербејџана. Све је резултирало тиме да је званична УЕФА увела двогодишњу забрану свим тимовима. Као последица свега, цео лигашки систем је преорганизован неколико година након тога 2007. године.
На европским такмичењима по први пут су у сезонама Лиге Европе 2009/10. па 2010/11. клубови најдаље долазили до плеј-оф фазе квалификација (2009. ФК Карабаг испао од ФК Твентеа, а ФК Баку од ФК Базела, а 2010. ФК Карабаг испао од Борусије из Дортмунда). По први пут је ту степеницу успео да пређе Нефтчи када се у сезони 2012/13. успео да се квалификује у групни део такмичења. Након тога, ФК Карабаг успева да се прво квалификује у Лигу Европе у сезони 2014/15, а затим да постане и први клуб из Азербејџана који се квалификовао у групни део Лиге шампиона у сезони 2017/18.

### Прваци
| Сезона   | Првак                                                                     | Вицепрвак                                                                 |
| -------- | ------------------------------------------------------------------------- | ------------------------------------------------------------------------- |
| 1992.    | Нефчи Баку                                                                | ФК Хазар Сумгајит                                                         |
| 1993.    | Карабаг                                                                   | ФК Хазар Сумгајит                                                         |
| 1993/94. | ФК Туран                                                                  | Карабаг                                                                   |
| 1994/95. | ФК Капаз                                                                  | ФК Туран                                                                  |
| 1995/96. | Нефчи Баку                                                                | ФК Хазри Бузовна                                                          |
| 1996/97. | Нефчи Баку                                                                | Карабаг                                                                   |
| 1997/98. | ФК Капаз                                                                  | ФК Баку                                                                   |
| 1998/99. | ФК Капаз                                                                  | ФК Схамкир                                                                |
| 1999/00. | ФК Схамкир                                                                | ФК Капаз                                                                  |
| 2000/01. | ФК Схамкир                                                                | Нефчи Баку                                                                |
| 2001/02. | ФК Схамкир                                                                | Нефчи Баку                                                                |
| 2002/03. | Првенство није одиграно због сукоба скоро свих клубова са ФС Азербејџана. | Првенство није одиграно због сукоба скоро свих клубова са ФС Азербејџана. |
| 2003/04. | Нефчи Баку                                                                | ФК Схамкир                                                                |
| 2004/05. | Нефчи Баку                                                                | ФК Хазар Ланкаран                                                         |
| 2005/06. | ФК Баку                                                                   | ФК Карван                                                                 |
| 2006/07. | ФК Хазар Ланкаран                                                         | Нефчи Баку                                                                |
| 2007/08. | Интер Баку                                                                | ФК АЗАЛ Баку                                                              |
| 2008/09. | ФК Баку                                                                   | Интер Баку                                                                |
| 2009/10. | Интер Баку                                                                | ФК Баку                                                                   |
| 2010/11. | Нефчи Баку                                                                | ФК Хазар Ланкаран                                                         |
| 2011/12. | Нефчи Баку                                                                | ФК Хазар Ланкаран                                                         |
| 2012/13. | Нефчи Баку                                                                | Карабаг                                                                   |
| 2013/14. | Карабаг                                                                   | Интер Баку                                                                |
| 2014/15. | Карабаг                                                                   | Интер Баку                                                                |
| 2015/16. | Карабаг                                                                   | ФК Зира                                                                   |
| 2016/17. | Карабаг                                                                   | Габала                                                                    |
| 2017/18. | Карабаг                                                                   | Габала                                                                    |
| 2018/19. | Карабаг                                                                   | Нефчи Баку                                                                |
| 2019/20. | Карабаг                                                                   | Нефчи Баку                                                                |
| 2020/21. | Нефчи Баку                                                                | Карабаг                                                                   |
| 2021/22. | Карабаг                                                                   | Нефчи Баку                                                                |
| 2022/23. | Карабаг                                                                   | Сабах                                                                     |
| 2023/24. | Карабаг                                                                   | Зира                                                                      |
| 2024/25. | Карабаг                                                                   | Зира                                                                      |

## Успешност клубова
| Клуб           | Број освојених титула |
| -------------- | --------------------- |
| Карабаг        | 12                    |
| Нефчи Баку     | 9                     |
| Капаз          | 3                     |
| Схамкир        | 2                     |
| Баку           | 2                     |
| Интер Баку     | 2                     |
| Туран          | 1                     |
| Хазар Ланкаран | 1                     |